# Che fine ha fatto Harold Smith?
Che fine ha fatto Harold Smith? (Whatever Happened to Harold Smith?) è un film del 1999 diretto da Peter Hewitt.